# 노용훈
노용훈(한국 한자: 盧勇勳, 1986년 3월 29일 ~ )은 대한민국의 축구 선수이며 포지션은 미드필더이다. 개명 전 이름은 노현준이다.

## 축구인 경력

### 선수 경력
2009 K리그 드래프트에서 경남 FC에 지명되어 첫 시즌 리그 7경기에 출전하였으나 이듬해에는 한 경기도 나서지 못하였다.
2011년 반전의 기회를 노리기 위해 부산 아이파크로 이적하였으나 역시 주전 경쟁에 어려움을 겪었고 반 시즌만에 대전 시티즌으로 이적하였다.
2012년 강원 FC로 이적하였다.